# 나움 소르킨
나움 세묘노비치 소르킨(러시아어: Наум Семёнович Соркин, Naum Semyonovich Sorkin, 1899년 2월 11일~1980년 1월 16일)은 소련의 군인이자 외교관이다. 1940년대에 소련 극동전선군의 정찰국장이었으며, 만주서 넘어온 동북항일연군의 중국인과 조선인들을 수용한 제88국제여단의 창설부터 운영 및 해체까지 직접 관장하였다. 제1영장 김일성과 밀접한 관계를 유지했으며, 스탈린이 그를 북한 지도자로 발탁하는데 결정적인 역할을 하였다. 왕신림(王新林)이란 중국식 암호명으로도 알려져 있다.

## 생애
나움 세묘노비치 소르킨은 지금의 우크라이나 알렉산드롭스크(현재의 자포리자)에서 유태인 부모의 아들로 태어났다. 부친은 지방 관료였다. 1919년에 볼세비키 당과 소련 적군에 가담했고, 1920~1923년간 포병학교를 다녔다. 1923년에 몽골로 파견되어 1926년까지 포술학 교관을 지냈다. 이후 1931년까지 몽골의 소련 영사관 직원으로 근무했다. 이후 소련군에 근무하다 1941년 3월 하바롭스크에 사령부를 둔 극동전선군Дальневосточный фронт)으로 부임했으며, 1944년에 소장으로 진급했다. 1941~1945년 기간에 극동전선군의 정찰국장을 지냈다. 극동 부임 초기에 왕신림(王新林)이란 중국식 암호명으로 만주의 동북항일연군 인사들과 접촉하며 그들의 소련 망명과 수용문제를 다루어 타결지었다. 이들을 우선 하바롭스크 인근 뱌츠코예 마을의 북야영과 보로실로프 인근 하마탄(현재의 라즈돌노예) 마을의 남야영 두 곳에 분산 수용했다가 1942년 7월 뱌츠코예의 북야영에 남, 북야영 인원 모두를 수용한 제88국제여단을 창설하고, 부대 운영을 직접 관장한다. 88여단장에는 중국인 주보중(周保中, 1902~1964) 중령, 제1대대의 대대장에는 김일성 대위가 임명된다.
소르킨은 내무인민위원회 위원 라브렌티 베리야의 심복으로 알려져 있으며, 1945년 8월 대일본전이 끝난 후 스탈린이 북한 지도자를 물색할 때에 그가 김일성을 극동군 사령부와 베리야에게 추천한 것으로 파악된다.
일본과의 전쟁이 끝나고, 88여단의 인원들이 중국과 북한으로 귀환하게 되자 부대를 해체하는 일도 그가 맡았다. 
1958년에 은퇴하였고, 1980년 레닌그라드에서 죽었다.
소르킨 아래 정찰부국장은 안쿠지노프 대령이었다.
한국학계에는 왕신림(王新林)이 누구인가를 두고 논란이 있는데, 소르킨의 전임자가 왕신림(王新林)이란 암호명을 처음 썼고, 후임자 소르킨도 같은 암호명을 그대로 썼다. 김일성 회고록 세기와 더불어에는 전임 왕신림은 "류쉔코" 장령, 후임은 "소르킨" 장령이라고 했는데, "류쉔코"는 어떤 인물인지 확인이 되지 않는다. 중국문헌에는 전임자는 와시리(瓦西里, Vasily) 소장이라고 하였는데 역시 미상 인물이고, 후임자는 소르킨(索尔金, Соркин) 소장으로 나온다. 왕신림(王新林)은 와시리(瓦西里)를 음사한 이름이다.
아래 Gennady Konstantinov의 책에 의하면 첫번째 왕신림은 소련 극동전선군 내무부장 바실리 류쉔코(Василия Люшенко, 瓦西里 留森科) 소장이나, 어떤 인물인지에 대한 구체적 정보는 없다.
Для контактов между Объединенной армией и советским Дальневосточным фронтом советская сторона назначила Ван Синьлиня (генерал-майора Василия Люшенко) ответственным за работу с парторганизациями Северо-Восточного Китая и Объединенной армией.

For contacts between the United Army and the Soviet Far Eastern Front, the Soviet side appointed Wang Xinlin (Major General Vasily Lyushenko) in charge of working with the party organizations of Northeast China and the United Army.

会议期间在讨论到抗联与苏联远东军关系问题时，苏方指定王新林，即苏联远东军内务部部长留森科少将为联系人。王新林为俄名瓦西里之谐音，是留森科的中国化名。